# Лєдоховський Ігнатій Казимирович
Граф Ігнатій Казимирович Лєдоховський  (пол. Ignacy Władysław Ledóchowski; 25 травня [13 травня] 1867, Стрільники — 3 березня 1932, Варшава) — архітектор, цивільний інженер, працював у Києві на початку XX століття, представник київської школи модерну. Нарівні з архітектором Владиславом Городецьким, вважається «батьком київського модерну». Всі проєкти будівель виконані в стилі модерн, мають яскравий і впізнаваний архітектурний почерк. Наприкінці Першої світової війни емігрував до Польщі.

## Біографія

### Дитинство
Ігнатій-Владислав народився 25 травня 1867 року у родині графа та графині Лєдоховських, в селі Стрільники Ямпільського повіту Подільської губернії.
Батько майбутнього архітектора — граф Казимир-Теофіл-Ян Галка-Ледуховський, походив із давнього і до другої половини XVII століття православного роду Ледуховських, герба Шалава, які мали родове гніздо в Ледихові. У XVII столітті Лєдоховські перейшли у католицтво та ополячилися. Рід був досить численним і відносно бідним, графський титул був отриманий родом в Австрії в 1800 році та підтверджений у Російській імперії в 1845 році. Землі дрібнилися та передавались дітям, — батькові архітектора в селі Стрільники дісталася у спадок частка в 45 % від маєтку, яку граф Казимир Лєдоховський до 1871 року частинами повністю продав. Граф Казимир заробляв, управляючи чужими маєтками та цукровими заводами — відомо, що в 1874 році він керував цукровим заводом у селі Півці Македонської волості Канівського повіту.
У Ігнатія Лєдоховського було два молодших брати — Кароль і Станіслав. Батько помер від запалення легенів, коли Ігнатію було 20 років, проте всі три брати отримали хорошу технічну освіту.

### Освіта

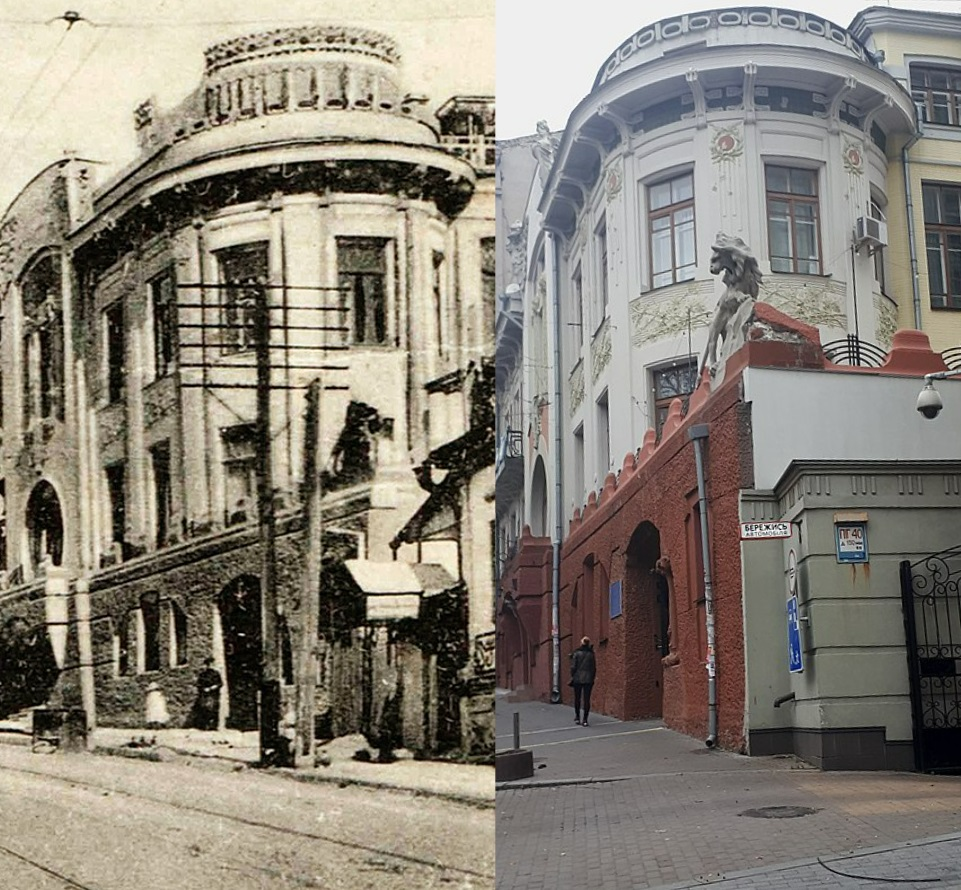
Особняк та клініка доктора Качковського, фото 1911 та 2019 року

Закінчив реальне училище Святого Павла в Одесі, де навчався 6 років разом зі своїми братами та майбутнім архітектором Владиславом Городецьким. Вищу освіту здобув у Гентському університеті на інженерному факультеті.
Відомо також, що Лєдоховський у 1892—1893 роках був слухачем інженерного відділення Технічної Академії у Львові, майбутньої Вищої політехнічної школи.

### Робота архітектором у Києві
Перше документальне свідчення про життя Ігнатія Лєдоховського в Києві зафіксовано в 1905 році, коли Ігнатій проживав у квартирі свого брата Кароля за адресою вулиця Банкова, № 6. Наступні адреси проживання зафіксовані в довідниках: з 1906 — Банкова, № 8, з 1910 по 1915 рік — вул. Михайлівська, № 12, в 1916 році — вул. Тургенєвська, № 28. З 1907 року його архітектурне бюро «Граф І. К. Лєдоховський і Ко» орендувало приміщення за адресою Хрещатик, № 3; клієнтам пропонувалося: «Складання проєктів, детальних креслень і малюнків будівель та споруд, внутрішнього художнього оздоблення, квартир і магазинів, кошторисів на виконання будівельних робіт».

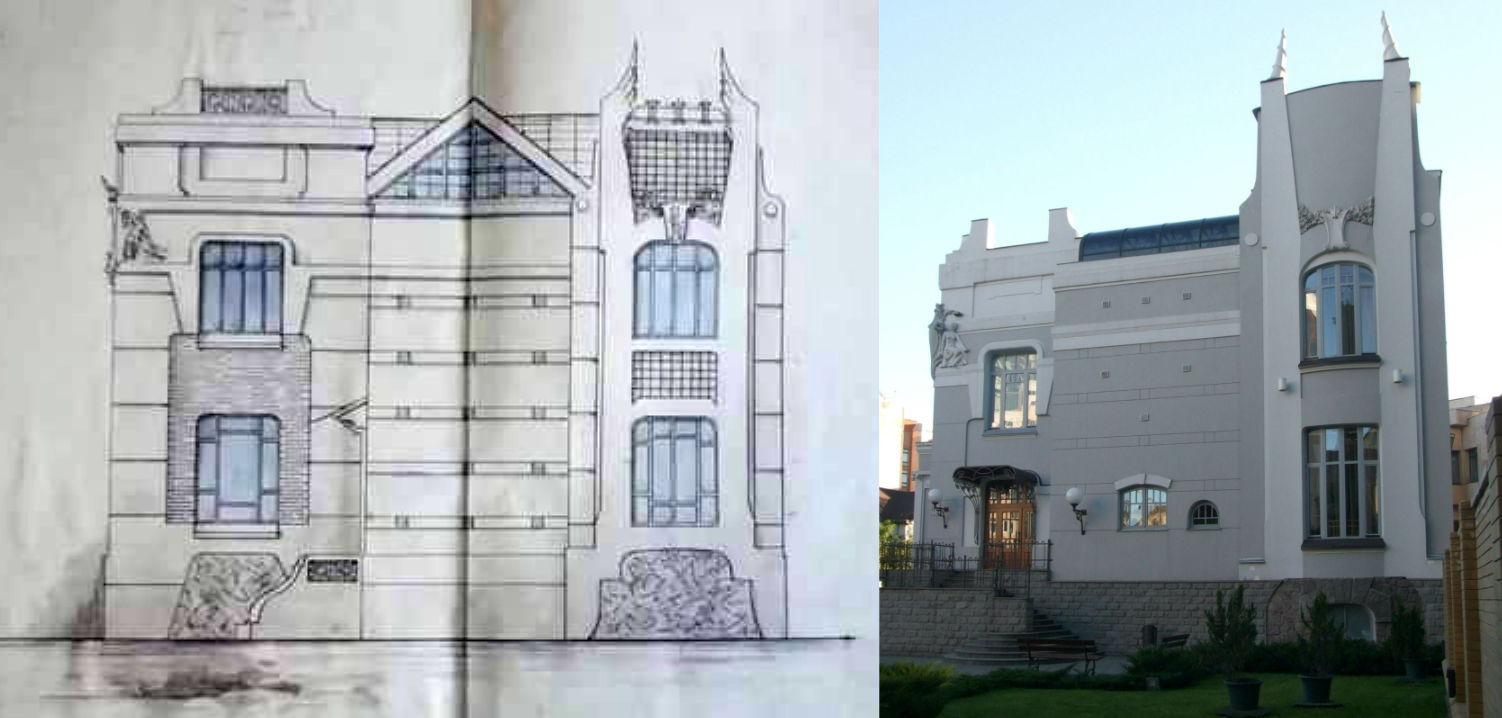
Проєкт фасаду особняка Козеровського (1909) та сучасний стан (2014)

За проєктами Ігнатія Лєдоховського в Києві були збудовані:
- кінець XIX століття — прибутковий будинок, вул. Безаківська, № 8 — пам'ятка архітектури місцевого значення.[20][~ 3]
- 1907 рік — особняк і клініка доктора В. Качковського, вул. Маловолодимирська, № 33, скульптор Ф. П. Соколов (1872—1931) — пам'ятка національного значення[22].
- 1907—1911 роки — житловий будинок адвокатів, вул. Назарівська, № 19 — пам'ятка архітектури місцевого значення[23]. На кожному поверсі розміщувалися по дві 5-кімнатні квартири, з кабінетом, їдальнею, спальнею та загальною приймальнею на дві кімнати.
- 1909—1910 роки — особняк Олександра Леонардовича Козеровського, вул. Багговутівська, № 14 — пам'ятка архітектури місцевого значення[24].
- 1910—1911 роки — прибутковий будинок лікаря Н. Трофимова, вул. Назарівська, 21 — пам'ятка архітектури та історії місцевого значення[25].
- 1911—1912 роки — «Будинок зі зміями», прибутковий будинок С. Чоколової, вул. Велика Житомирська вулиця, № 32 — пам'ятка архітектури місцевого значення[26].
- 1913 рік — прибутковий будинок Олександра Леонардовича Козеровського, вул. Костьольна, № 7, скульптор Ф. П. Соколов[27][28] — пам'ятка національного значення[29].

Крім цього відомо, що Лєдоховський виконав проєкт прибудови до невеликого старого півтораповерхового будинку на вулиці Рейтарська, який не зберігся. Спеціалісти встановили можливе авторство Лєдоховського проєкту будівлі Товариства лікарів-спеціалістів Георгіївської лікарні за адресою провулок Георгіївський, № 9. Архітектор також виконав проєкт надбудови третього поверху в «Будинку з мухами» на вулиці Володимирська, № 93. Висуваються припущення, що Лєдоховський був автором проєкту збереженого склепу братів Петра й Антона Качковських на Кирилівському кладовищі, — адже саме для Петра, який помер у 1911 році, Лєдоховський виконав проєкт його особняка і клініки в 1907 році.
Найпрестижніші та найдорожчі замовлення архітекторів у той час у Києві виконував скульптор Еліо Саля, — він плідно співпрацював зі знаменитим Городецьким та виконував роботи з декорування найпрестижніших і найдорожчих замовлень. Лєдоховський співпрацював з Федором Петровичем Соколовим, теж відомим скульптором, який спеціалізувався на відливці скульптур з бетону, — нового за тими часами матеріалу. Дослідники, для атрибуції робіт Лєдоховського, які не мають документального підтвердження, зокрема використовували наявність на будинках декору, виконаного Соколовим, — він, на відміну від Лєдоховського, підписував свої роботи.

### Після розпаду Російської імперії
Як і багато інших представників дворянського класу, Ігнатій емігрував з країни. Коли і як він це зробив, невідомо; можливо, як і його брат Кароль, він виїхав у 1917 році через Константинополь. Також відомо, що до 1917 року померли від дифтерії перша дружина і п'ятирічна донька Ігнатія Лєдоховського. Точно невідомо, коли саме Ігнатій переїхав до свого молодшого брата Станіслава у Варшаву. 4 листопада 1921 року у Варшаві Ігнатій одружився вдруге — його дружиною стала неодружена 31-річна вчителька Юзефа Опонська. Подружжя проживало на вулиці Пшемислова, 32, — в цьому будинку пізніше з'явиться Морський музей Станіслава Лєдоховського.
Молодший брат Станіслав був відомим у Польщі підприємцем. Спочатку Станіслав був керівником Російсько-бельгійського товариства металевих виробів «Russobelge», підприємство було засноване на початку XX століття й асортимент продукції включав праски, плити, балюстради та сходи, дверні ручки та багато іншого. У 1909 році Станіслав викупив у власників компанію «Заводи металевих виробів». Він активно розвивав бізнес і в наступні роки до нього приєднався і брат Ігнатій. Коли граф Станіслав Лєдоховський очолив завод, він зосередився на виробництві виробів з металу — Сітки Лєдоховського. У 1914 році Лєдоховський зміг створити у Варшаві акціонерне товариство з виробництва суцільно-решітчастого металу «Граф С. Лєдоховський і компанія». У 1921 році фабрика була перейменована на «Польську фабрику монолітних сіток графа Станіслава Лєдоховського SA» (пол. Polska Fabryka Siatki Jednolitej Hrabiego Stanisława Ledóchowskiego SA). Брати Станіслав і Ігнатій разом перебудували одну з будівель заводу під готель на 62 номери з центральним опаленням і відкрили його у 1926 році під іменем «Готель Лєдоховського». Зберігся також проєкт реконструкції заводських приміщень, розроблений Ігнатієм Лєдоховським на початку 1920-х років, але реконструкція не відбулася.
Помер Ігнатій Лєдоховський у ніч з 2 на 3 березня 1932 року у Варшаві. Завод Лєдоховських у Варшаві на вулиці Пшемислова, № 24 був націоналізований у 1950 році. Після 1990-х років родина Лєдоховських змогла повернути будинок у свою власність. У 1997 році цей будинок був викуплений страховою компанією «MetLife».

## Оцінки діяльності
Ігнатій Лєдоховський поряд із Владиславом Городецьким вважається «батьком київського модерну». Фахівці відзначають, що архітектурний стиль модерну Городецького та Лєдоховського найближчий до європейського декоративного модерну та позбавлений еклектизму, притаманного решті київського модерну. Архітектурний стиль Лєдоховського фахівці визначають як «зрілий модерн» і «європейський (французько-бельгійський) модерн».
Будівлі, спроєктовані Ігнатієм Лєдоховським, мають впізнаваний архітектурний почерк, проте документальних підтверджень авторства деяких приписуваних йому робіт довгий час не було знайдено. Ця обставина викликала інтерес до біографічних даних архітектора, його освіти та досвіду, але навіть дати його народження і смерті довгий час були невідомі. Історики, дослідники та журналісти часто згадували ім'я Лєдоховського з епітетами «загадковий», «таємничий» і навіть «привид». Дослідники та історики поступово відновили основні віхи його біографії та знайшли документальні підтвердження його авторства для деяких архітектурних проєктів, які відносили до його спадщини лише гіпотетично.

## Родина
- Батьки:
  - батько — граф Казимир-Теофіл-Ян Галка-Лєдоховський (Казимир Владиславович Лєдоховський) (1840—1887)[41];
  - мати — Юзефа з «Данилѣвичов» (Данилевичів) (бл. 1850—1879)[6];
  - мачуха — Дорота-Геновефа Проскур (шлюб у 1882 році, з 18-річною Доротою, дочкою Францишка та Валерії Проскур)[9].
- Брати:
  - Кароль-Юзеф Лєдоховський (1871—1931);
  - Станіслав-Антоній Лєдоховський[pl] (1874—1940)[27].
- Дружини та діти:
  - перша дружина та п'ятирічна донька померли від дифтерії до 1917 року[13];
  - друга дружина — шкільний педагог Юзефа Опонська, шлюб у 1921 році[27].

## Галерея

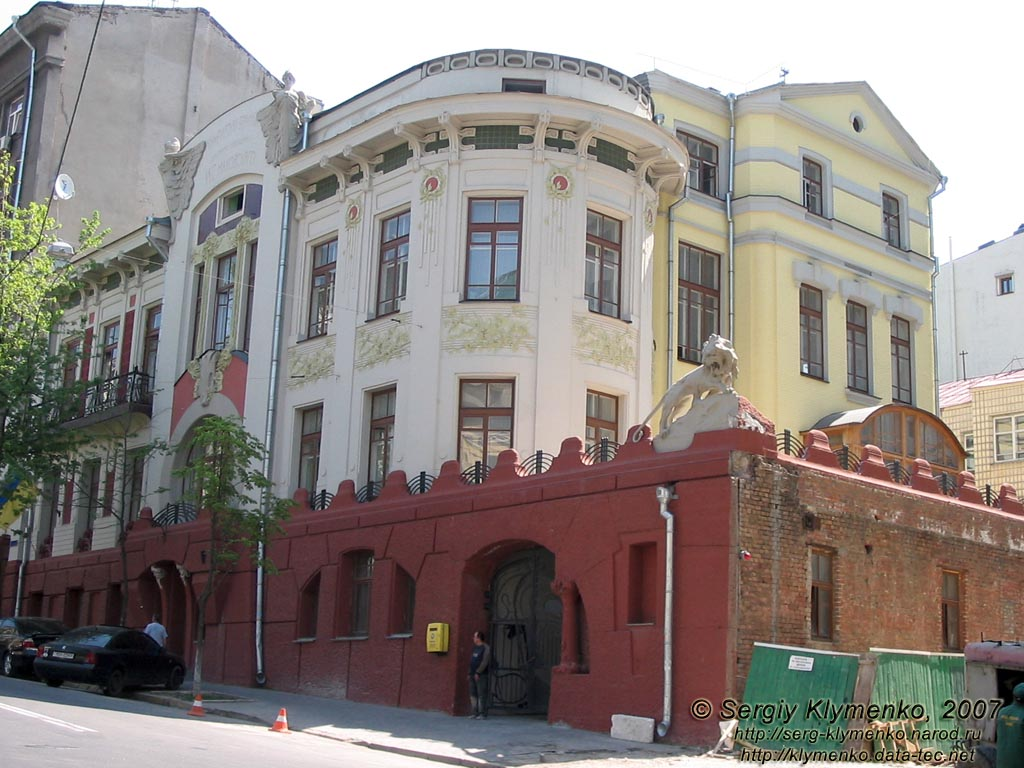
Особняк та клініка доктора Качковського, Маловолодимирська, № 33
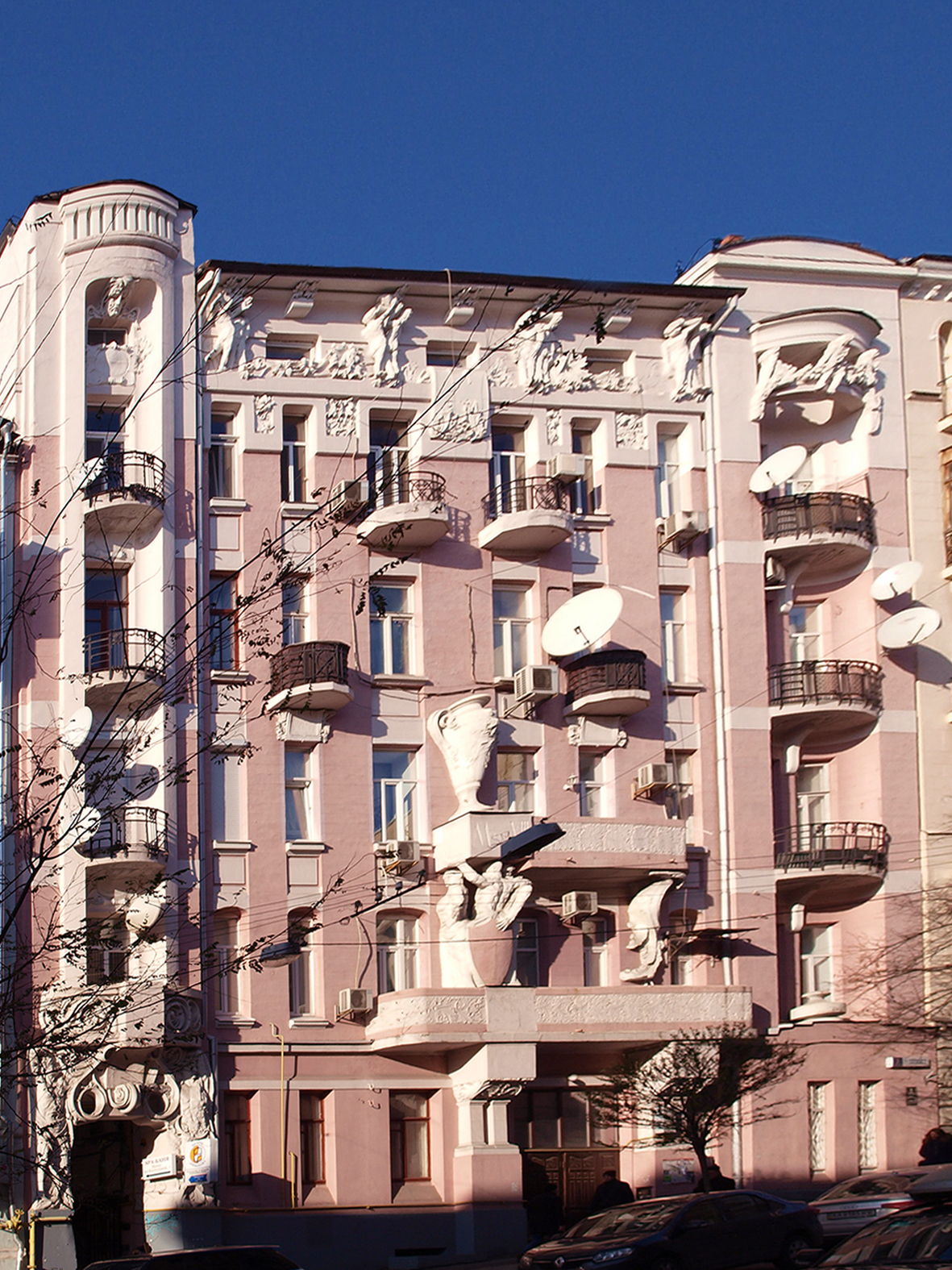
Прибутковий будинок Козеровського, Костельна, № 7
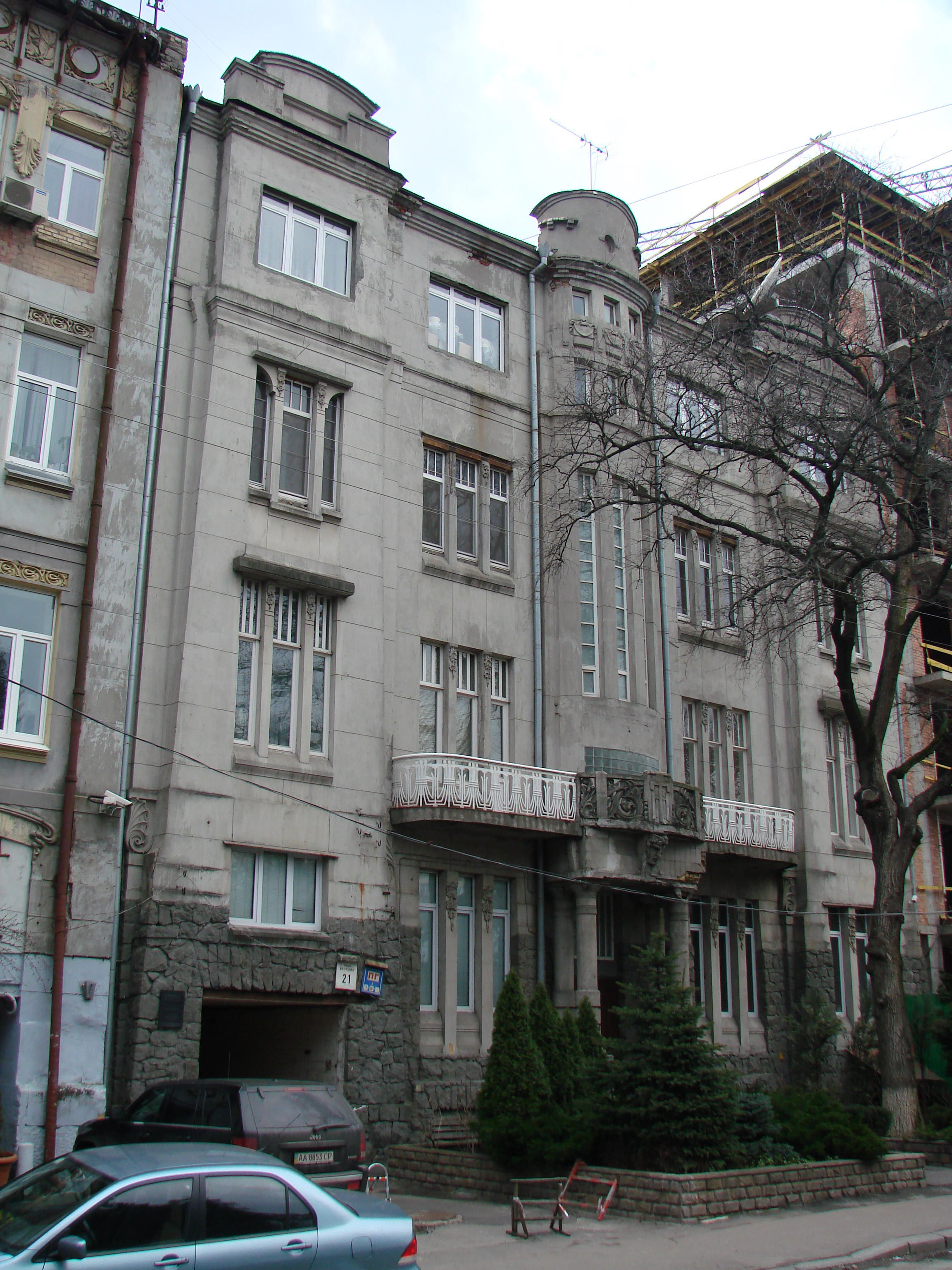
Прибутковий будинок лікаря Трофімова, Назарівська, 21
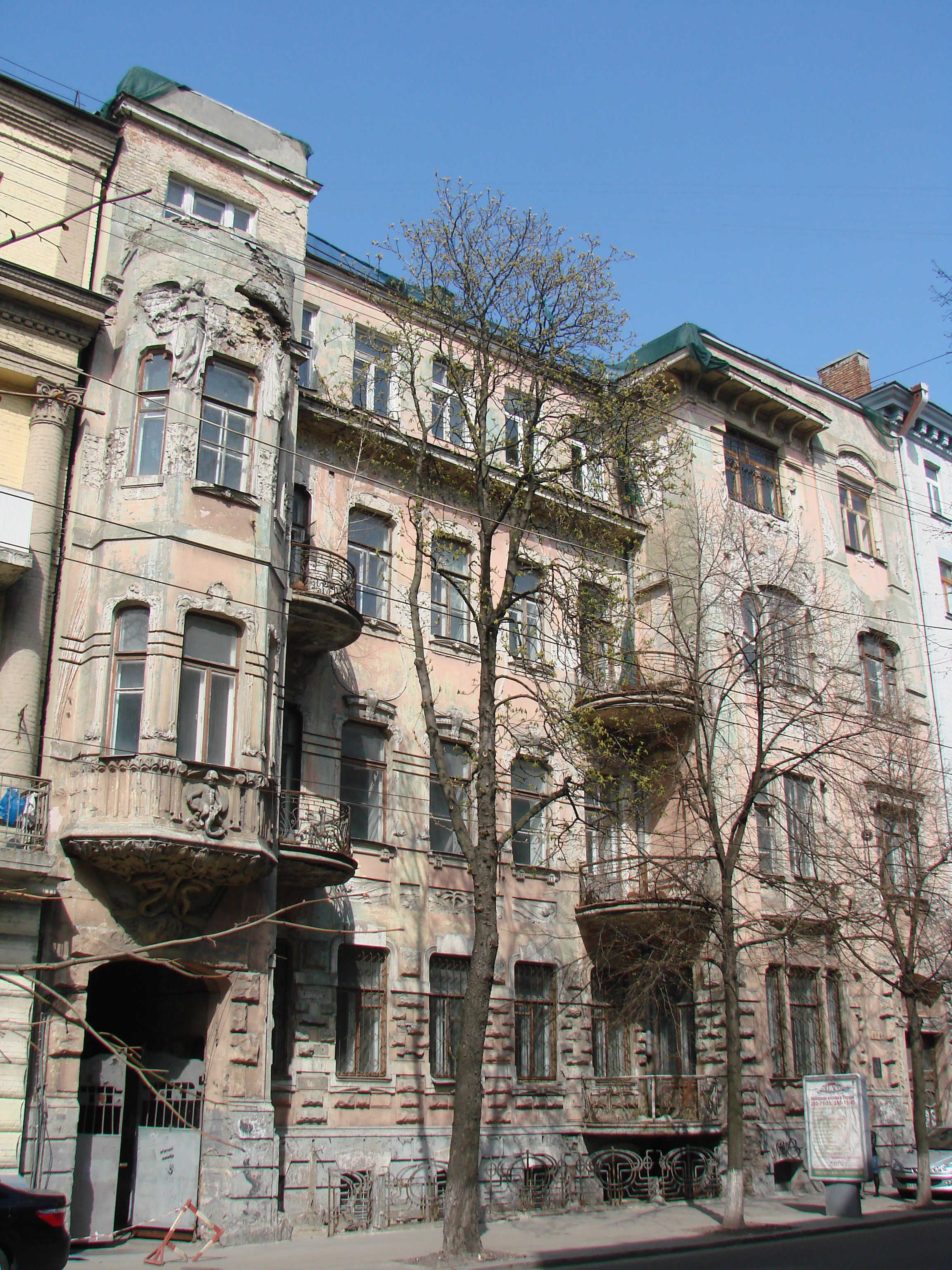
Будинок зі зміями, Велика Житомирська, № 32